# Sinogomphus formosanus
Sinogomphus formosanus là loài chuồn chuồn trong họ Gomphidae. Loài này được Asahina mô tả khoa học đầu tiên năm 1951.